# Jevgenij Alexandrovič Jevtušenko
Jevgenij Alexandrovič Jevtušenko (rusky Евгений Александрович Евтушенко, ukrajinsky Євген Олександрович Євтушенко; 18. července 1932, Nižněudinsk/Zima, Irkutská oblast – 1. dubna 2017 Tulsa, USA) byl ruský básník, scenárista a režisér šlechtického původu s ruskými, baltsko-německými, ukrajinskými, polskými, běloruskými a tatarskými kořeny.
Nejprve působil jako mluvčí sovětské mládeže, což vedlo k tomu, že směl cestovat i do kapitalistické ciziny. (O toto privilegium přišel roku 1963.) Roku 1974 se zastával tehdy vězněného literáta Alexandra Solženicyna. Po pádu komunistické diktatury byl viceprezidentem ruského PEN klubu a čestný člen American Academy Of Arts And Sciences.
Podílel se na výstavbě pomníku pro oběti komunismu naproti sídlu bývalé KGB.

## Život

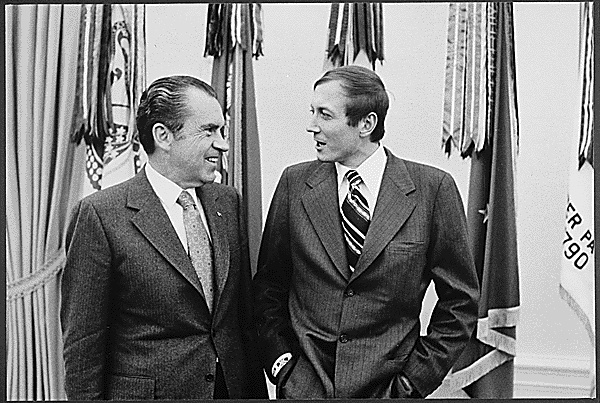
Jevtušenko (vpravo) s americkým prezidentem Richardem Nixonem v roce 1972.

Jevgenij Jevtušenko se narodil 18. července 1932 ve Stancii Zima v Irkutské oblasti. Byl významným básníkem, prozaikem, filmařem a publicistou. Do roku 1944 žil s rodiči (otcem geologem, matkou zpěvačkou) na Sibiři. V roce 1948 se zúčastnil s otcem geologické expedice v Kazachstánu. Po dobu studií na Literárním institutu mu vyšla básnická sbírka Rozvědčíci budoucnosti (Razvedčiki graduščego, 1952) a autobiografická poéma Stanice zima (Stancija zima, 1953). Popularitu si získal jako básník věnující se aktuálním tématům a spolu s Robertem Ivanovičem Roždestvenským a Andrejem Andrejevičem Vozněsenským tvořili proud „nové poezie“.
Jevtušenko se aktivně zúčastňoval veřejného a politického života. Začátkem 60. let 20. století, tedy v době Chruščovova „tání,“ se Jevtušenko stal jedním ze symbolů této doby -- hlasem duchovního osvobození a probuzení Rusů ze stalinistické noční můry. Protestoval proti vstupu vojsk varšavské smlouvy do Československa v roce 1968 i proti nucené emigraci Alexandra Solženicyna. Vystupoval proti cenzuře komunismu, tři roky působil jako poslanec parlamentu. Byl čestným členem Americké akademie umění a Evropské akademie věd a umění.
Žil střídavě v Moskvě a v oklahomské Tulse (učil tam kurs ENGL 2353 na University of Tulsa), kde zemřel ve věku 84 let.

## Dílo
Jeho počáteční tvorba byla ovlivněna jeho komunistickým přesvědčením, později se postavil na nekomunistickou a protikomunistickou stranu. Některé jeho básně se staly velmi známými (lze o nich říci, že byly velmi protistalinské) – jedná se např. o básně: Monolog beatniků, (zde dokonce použil větu „Ze spasitele je náhle vrah“).
V roce 1961 napsal jednu z jeho nejznámějších básní: „Babí Jar,“ publikovanou v novinách Literaturnaja  Gazeta (Literární noviny). Touto básní otevřeně odsoudil poválečné zkreslování historických faktů ohledně vyvraždění židovského obyvatelstva Kyjeva nacisty v září 1941. Zahraniční ohlas této básně podnítil zájem židovské komunity o vybudování pomníku na místě hromadného hrobu více než 33 tisíc obětí; všechny tyto pokusy byly však zamítnuty tehdejšími sovětskými úřady a až v roce 1976 byl postaven oficiální pomník všem obětem (pravděpodobně přes 100 tisíc lidí), židovského, ukrajinského, ruského a romského původu, zavražděných nacisty a jejich kolaboranty v této rokli v době Velké vlastenecké války.
Symfonie, inspirovaná touto básní od Dmitrije Šostakoviče, byla dokončena v červenci 1962 a měla premiéru v Moskvě 18. prosince 1962 (Moskevská filharmonie spolu s členy státního a Gnessinského pěveckého sboru).
Sbírky:
- Silnice entuziastů, 1955
- Slib, 1956
- Neumírej před smrtí, ISBN 80-902291-0-7
- Dlouhé volání
- Zelené víno
- Něha
- Propast
- Tanky jedou Prahou
- Bulatova píseň

Režie:
- Mateřská škola

## Kritika
Josif Brodskij, disident básník v exilu, a snad Jevtušenkův nejtvrdší kritik, o něm pravil: „On hází kameny jen ve směrech, které jsou úředně schválené a povolené.“ Brodsky rezignoval z Americké akademie umění a literatury, když byl Jevtušenko jmenován jejím čestným členem.